# Grenacheria fulva
Grenacheria fulva là một loài thực vật có hoa trong họ Anh thảo. Loài này được (Mez) Airy Shaw mô tả khoa học đầu tiên năm 1939.